# سیارک نوع سی

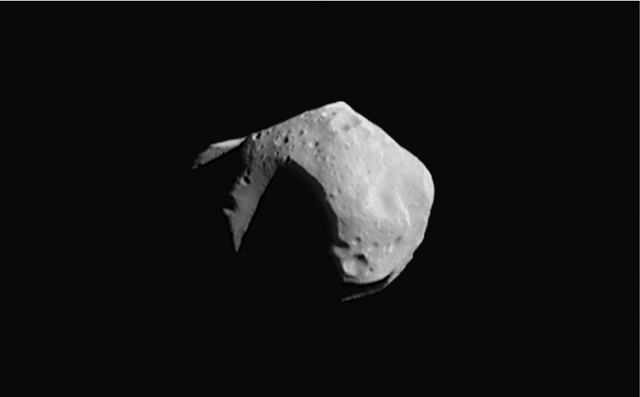
۲۵۳ ماتیلده نمونه‌ای از سیارک‌های نوع سی

سیارک‌های نوع سی (به انگلیسی: C-type asteroid) سیارک‌های کربنی هستند. آن‌ها رایج‌ترین گونه، حدود ۷۵٪ از سیارک‌های شناخته شده را تشکیل می‌دهند و حتی شاید درصد بالاتری در قسمت بیرونی کمربند سیارک‌ها را در فاصلهٔ فراتر از ۲٫۷ واحد نجومی داشته باشند. سیارک‌های نوع سی بسیار تیره‌تر از بسیاری از انواع سیارک‌های دیگر به جز سیارک نوع دی و آن‌هایی که تنها در لبهٔ افراطی بیرونی کمربند سیارک‌ها قرار دارند، هستند.